# Antoni Nowotarski
Antoni Nowotarski (ur. 24 kwietnia 1908 w Sporyszu, zm. 27 października 1988 w Zakopanem) – polski architekt, grafik.

## Życiorys
Syn Wojciecha Nowotarskiego i Marii z domu Janeczek. Po ukończeniu w 1920 szkoły ludowej kontynuował naukę w gimnazjum im. Mikołaja Kopernika w Żywcu. W 1929 złożył egzamin dojrzałości wyjechał do Lwowa, gdzie studiował na Wydziale Architektury Politechniki Lwowskiej. W 1934 uzyskał tytuł inżyniera budownictwa, a następnie został na macierzystym wydziale jako asystent. Po wkroczeniu Armii Czerwonej kontynuował pracę w Instytucie Politechnicznym, a po zajęciu Lwowa przez wojska hitlerowskie i zamknięciu uczelni pracował jako projektant w firmie Lukas. W 1942 został projektantem w Oddziale Budowlanym Generalnej Dyrekcji Monopoli. Dwa lata później przedostał się na Podhale i zamieszkał w Zakopanem. W 1945 rozpoczął pracę w Państwowej Szkole Przemysłu Drzewnego oraz w Państwowym Przedsiębiorstwie Budowniczym Podhale, gdzie w późniejszym czasie zajmował stanowisko dyrektora. Równocześnie piastował funkcję naczelnego inżyniera w Dyrekcji Inwestycji Miejskich oraz nauczał w Technikum Budowlanym. Należał do Sądecko-Podhalańskiego Oddziału SARP. Został pochowany na cmentarzu przy ulicy Nowotarskiej w Zakopanem (kw. F4-2-6).

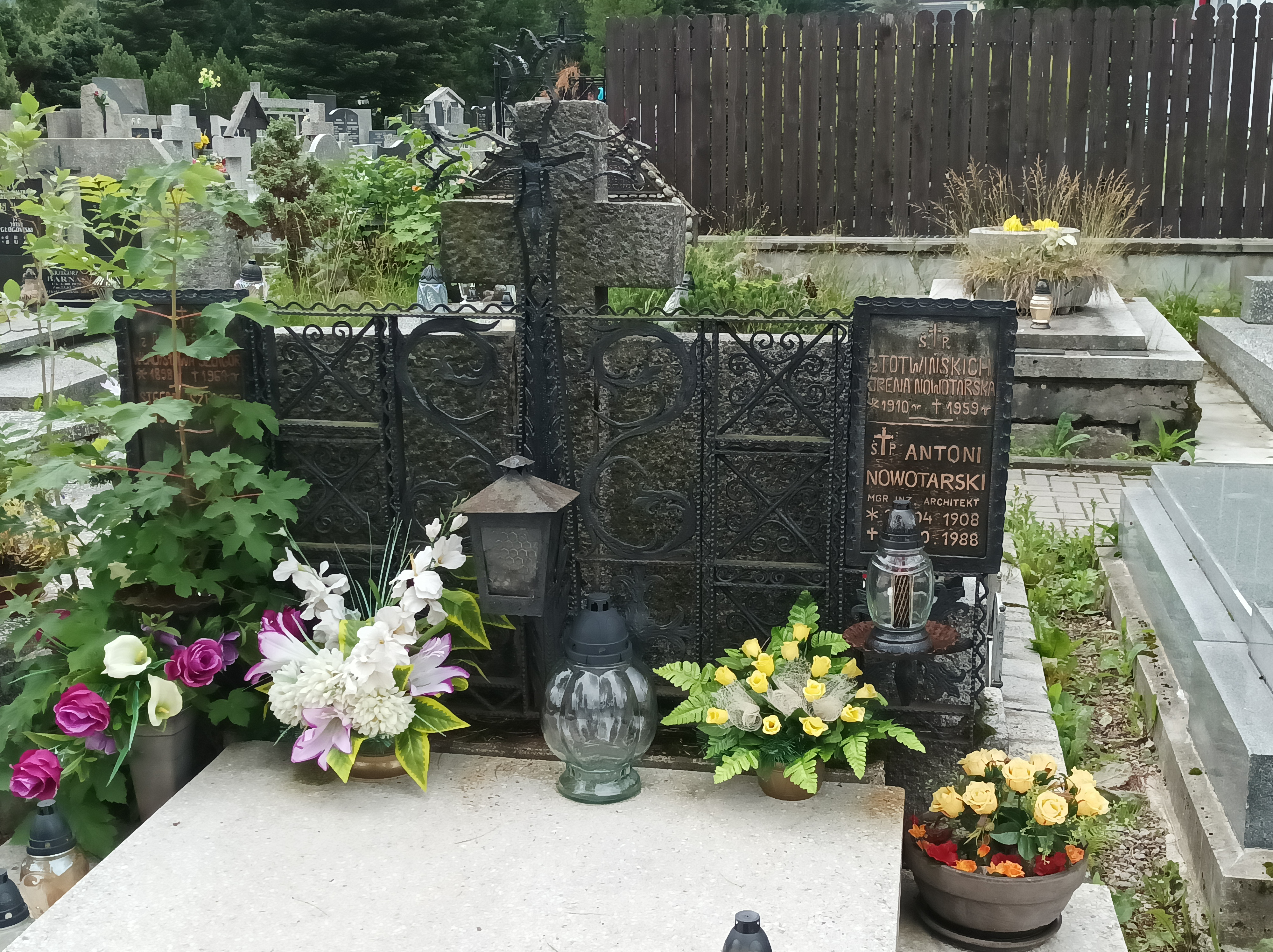
Grób Antoniego Nowotarskiego na Nowym Cmentarzu w Zakopanem

## Twórczość
Antoni Nowotarski wspólnie z Włodzimierzem Buciem w 1937 uczestniczyli w konkursie na projekt gmachu Wydziału Mechanicznego Politechniki Lwowskiej, zajęli I miejsce i ich projekt został zrealizowany. Po 1945 łączył pracę zawodową z zawodem projektanta, stworzył liczne projekty domów mieszkalnych, kościołów i obiektów sakralnych oraz budynków użyteczności publicznej. Wygląd projektowanych budynków zależał od ich planowanej lokalizacji, Antoni Nowotarski był specjalistą od łączenia nowoczesnych rozwiązań technologicznych z regionalnymi elementami architektonicznymi. Poza pracą architekta tworzył liczne grafiki przedstawiające zabudowę Podhala, Orawy, Spiszu, a także miejsc na całym świecie w których gościł jako turysta.